# Активний ринок
Акт́ивний р́инок: ринок, якому притаманні такі умови:
- предмети, що продаються та купуються на цьому ринку, є однорідними;
- у будь-який час можна знайти зацікавлених продавців і покупців;
- інформація про ринкові ціни є загальнодоступною.